# 收益率
收益率（Earnings yield），又稱本益比，是一年或一季的每股盈餘與股價的比值。收益率是本益比的倒數。因此也稱為益本比。
收益率常會用百分比表示，以便和债券或是其他金融商品的利率相比較。

## 計算方法
收益率＝每股盈餘 / 每股市價